# Здравець (Варненська область)
Здра́вець (болг. Здравец) — село у Варненській області Болгарії. Входить до складу общини Аврен.

## Населення
За даними перепису населення 2011 року у селі проживали 311 осіб.
Національний склад населення села:
| Національність   | Кількість осіб | Відсоток |
| ---------------- | -------------- | -------- |
| болгари          | 285            | 93,4%    |
| цигани           | 5              | 1,6%     |
| не визначились   | 8              | 2,6%     |
| Всього відповіли | 305            |          |

Розподіл населення за віком у 2011 році:
Динаміка населення: